# Tournoi de tennis de Poznań
Le Poznań Open est un tournoi international de tennis masculin du circuit professionnel Challenger. Il a lieu tous les ans au mois de juillet à Poznań, en Pologne. Il a été créé en 1992 et se joue sur terre battue en extérieur.
Il se joue au Park Tenisowy Olimpia, d'une capacité de 2500 places.
C'est l'un des trois tournois Challengers se jouant en Pologne, avec celui de Szczecin (disputé en septembre) et celui de Wrocław.

## Histoire
Le tournoi a été créé en 1992. Il se joue tous les ans à la fin juillet. Sur les vingt-trois éditions disputées à ce jour, un seul joueur Polonais a remporté le titre en simple : il s'agit de Jerzy Janowicz en 2012. Un an plus tôt, il avait échoué en finale face à Rui Machado.
Sponsorisé par Porsche jusqu'en 2011, c'est la ville de Poznań qui sponsorise le tournoi depuis 2012.

## Palmarès

### Simple
| Année     | Vainqueur                              | Finaliste                              | Score                                  |
| --------- | -------------------------------------- | -------------------------------------- | -------------------------------------- |
| 1992      | Sláva Doseděl                          | Daniel Vacek                           | 6-4, 3-6, 7-6                          |
| 1993      | Andrea Gaudenzi                        | Milen Velev                            | 6-3, 3-6, 6-3                          |
| 1994      | Horst Skoff                            | Christian Miniussi                     | 6-7, 6-3, 6-4                          |
| 1995      | Jordi Arrese                           | Tomás Carbonell                        | 6-4, 6-2                               |
| 1996      | Thierry Champion                       | Ionuț Moldovan                         | 6-0, 6-3                               |
| 1997      | Jeff Tarango                           | David Rikl                             | 7-5, 6-3                               |
| 1998      | Christian Ruud                         | Martín Rodríguez                       | 1-6, 6-3, 6-3                          |
| 1999      | Galo Blanco                            | Fredrik Jonsson                        | 6-4, 6-2                               |
| 2000      | Christophe Rochus                      | Adrian Voinea                          | 6-4, 3-6, 7-64                         |
| 2001-2003 | Pas de tournoi                         | Pas de tournoi                         | Pas de tournoi                         |
| 2004      | Tomáš Zíb                              | Juan-Pablo Brzezicki                   | 64-7, 7-63, 6-3                        |
| 2005      | Teymuraz Gabashvili                    | Adrián García                          | 6-4, 6-2                               |
| 2006      | Jan Hájek                              | Ilija Bozoljac                         | 6-4, 6-3                               |
| 2007      | Raemon Sluiter                         | Júlio Silva                            | 6-4, 6-3                               |
| 2008      | Nicolas Devilder                       | Björn Phau                             | 7-5, 6-0                               |
| 2009      | Peter Luczak                           | Yuri Schukin                           | 3-6, 7-64, 7-66                        |
| 2010      | Denis Gremelmayr                       | Andrey Kuznetsov                       | 6-1, 6-2                               |
| 2011      | Rui Machado                            | Jerzy Janowicz                         | 6-3, 6-3                               |
| 2012      | Jerzy Janowicz                         | Jonathan Dasnières de Veigy            | 6-3, 6-3                               |
| 2013      | Andreas Haider-Maurer                  | Damir Džumhur                          | 4-6, 6-4, 7-5                          |
| 2014      | David Goffin                           | Blaž Rola                              | 6-4, 6-2                               |
| 2015      | Pablo Carreño-Busta                    | Radu Albot                             | 6-4, 6-4                               |
| 2016      | Radu Albot                             | Clément Geens                          | 6-2, 6-4                               |
| 2017      | Alexey Vatutin                         | Guido Andreozzi                        | 2-6, 7-610, 6-3                        |
| 2018      | Hubert Hurkacz                         | Taro Daniel                            | 6-1, 6-1                               |
| 2019      | Tommy Robredo                          | Rudolf Molleker                        | 5-7, 6-4, 6-1                          |
| 2020      | Édition annulée (pandémie de Covid-19) | Édition annulée (pandémie de Covid-19) | Édition annulée (pandémie de Covid-19) |
| 2021      | Bernabé Zapata Miralles                | Jiří Lehečka                           | 6-3, 6-2                               |

### Double
| Année     | Vainqueurs                             | Finalistes                             | Score                                  |
| --------- | -------------------------------------- | -------------------------------------- | -------------------------------------- |
| 1992      | Tomasz Iwanski Dick Norman             | Sergio Cortés Vicente Solves           | 4-6, 6-3, 6-2                          |
| 1993      | Michiel Schapers Daniel Vacek          | Cristian Brandi Federico Mordegan      | 6-7, 6-4, 7-6                          |
| 1994      | Martin Blackman Sergio Cortés          | João Cunha e Silva Emanuel Couto       | 6-7, 7-5, 7-5                          |
| 1995      | Bill Behrens Matt Lucena               | Jeff Belloli Jack Waite                | 7-5, 6-1                               |
| 1996      | Cristian Brandi Filippo Messori        | Devin Bowen David Roditi               | 6-3, 6-4                               |
| 1997      | David Rikl Tomáš Anzari                | Jordi Burillo László Markovits         | 6-3, 6-2                               |
| 1998      | Sebastián Prieto Martín Rodríguez      | Cristian Brandi Márcio Carlsson        | 6-3, 6-4                               |
| 1999      | Massimo Ardinghi Davide Sanguinetti    | Hugo Armando Andreï Cherkasov          | 6-4, 6-4                               |
| 2000      | Petr Pála Pavel Vízner                 | Tomáš Cibulec Leoš Friedl              | 6-3, 6-0                               |
| 2001-2003 | Pas de tournoi                         | Pas de tournoi                         | Pas de tournoi                         |
| 2004      | Adam Chadaj Stéphane Robert            | Tomáš Cibulec David Škoch              | 3-6, 6-1, 6-2                          |
| 2005      | Łukasz Kubot Filip Urban               | Adrián García Tomas Tenconi            | 65-7, 6-3, 6-2                         |
| 2006      | Tomasz Bednarek Michał Przysiężny      | Vasilis Mazarakis Jan Mertl            | 6-3, 3-6, [10-8]                       |
| 2007      | Marc López Santiago Ventura            | Flavio Cipolla Ivo Klec                | 6-2, 5-7, [10-3]                       |
| 2008      | Johan Brunström Jean-Julien Rojer      | Santiago Giraldo Alberto Martín        | 4-6, 6-0, [10-6]                       |
| 2009      | Sergio Roitman Alexandre Sidorenko     | Michael Kohlmann Rogier Wassen         | 6-4, 6-4                               |
| 2010      | Rui Machado Daniel Muñoz de la Nava    | James Cerretani Adil Shamasdin         | 6-2, 6-3                               |
| 2011      | Olivier Charroin Stéphane Robert       | Franco Ferreiro André Sá               | 6-2, 6-3                               |
| 2012      | Rameez Junaid Simon Stadler            | Adam Hubble Nima Roshan                | 6-3, 6-4                               |
| 2013      | Gero Kretschmer Alexander Satschko     | Henri Kontinen Mateusz Kowalczyk       | 6-3, 6-3                               |
| 2014      | Radu Albot Adam Pavlásek               | Tomasz Bednarek Henri Kontinen         | 7-5, 2-6, [10-8]                       |
| 2015      | Mikhail Elgin Mateusz Kowalczyk        | Julio Peralta Matt Seeberger           | 3-6, 6-3, [10-6]                       |
| 2016      | Aleksandre Metreveli Peng Hsien-yin    | Mateusz Kowalczyk Kamil Majchrzak      | 6-4, 3-6, [10-8]                       |
| 2017      | Guido Andreozzi Jaume Munar            | Tomasz Bednarek Gonçalo Oliveira       | 64-7, 6-3, [10-4]                      |
| 2018      | Mateusz Kowalczyk Szymon Walków        | Attila Balázs Andrea Vavassori         | 7-5, 68-7, [10-8]                      |
| 2019      | Andrea Vavassori David Vega Hernández  | Pedro Martínez Mark Vervoort           | 6-4, 64-7, [10-6]                      |
| 2020      | Édition annulée (pandémie de Covid-19) | Édition annulée (pandémie de Covid-19) | Édition annulée (pandémie de Covid-19) |
| 2021      | Zdeněk Kolář Jiří Lehečka              | Karol Drzewiecki Aleksandar Vukic      | 6-4, 3-6, [10-5]                       |